# Torrkött

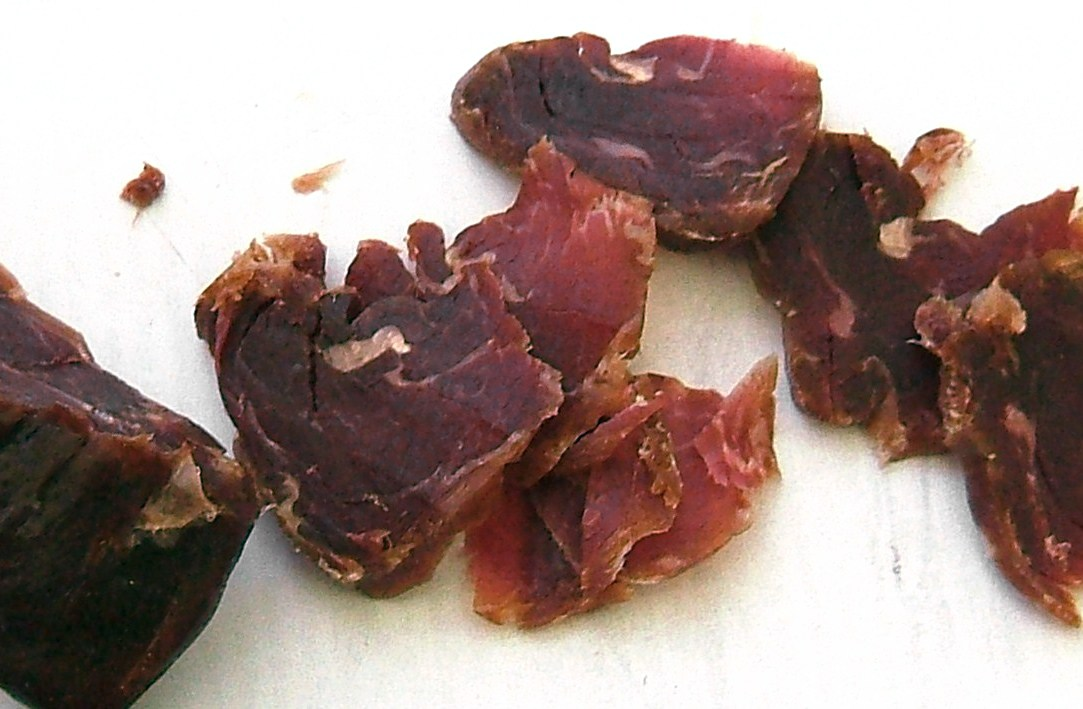
Torrkött

Torrkött (finska och meänkieli: kuivaliha, nordsamiska: goikebiergu, lulesamiska: gåjkkebierggo) är kött, oftast renkött, som lufttorkats. Det är ett traditionellt livsmedel i sápmi Kött läggs i saltlake eller torrsaltas och hängs sedan upp för att torka utomhus under vårvintern.
Det färdiga köttet kan användas för att tillaga kuivalihavelli, ett slags soppa.